# 12938 Ingakamp
A 12938 Ingakamp (ideiglenes jelöléssel (12938) 4161 P-L)) a Naprendszer kisbolygóövében található aszteroida. Cornelis Johannes van Houten, Ingrid van Houten-Groeneveld és Tom Gehrels fedezte fel 1960. szeptember 24-én.

## Kapcsolódó szócikk
- Kisbolygók listája (12501–13000)